# Ludwig Aschoff
Karl Albert Ludwig Aschoff (Berlim, 10 de janeiro de 1866 - Freiburg im Breisgau, 24 de junho de 1942) foi um patologista alemão.
Está sepultado no Hauptfriedhof Freiburg im Breisgau.